# Polyrhachis ypsilon
Polyrhachis ypsilon (лат.) — вид древесных муравьёв рода полирахис (Polyrhachis) из подсемейства Formicinae (отряд перепончатокрылые). Эндемик Юго-восточной Азии. Обладает шестью защитными крючками на теле, сходными с таковыми у Polyrhachis bihamata. Длинные изогнутые крючки на петиоле по форме напоминают греческую букву ϒ (ипсилон).

## Распространение
Юго-восточная Азия: Индонезия (острова Калимантан и Суматра), Малайзия, Сингапур, Таиланд.

## Описание
Среднего размера древесные муравьи (около 1 см, самки до 15 мм). Основная окраска красновато-коричневая или серовато-красная (усики и ноги темнее). Выделяется тремя парами длинных крючковидных отростков на тела: 2 на переднеспинке, 2 на среднегруди (загнуты назад) и 2 самых длинных на петиоле (загнуты вбок). Они защищают муравьёв и делают насекомых несъедобными для энтомофагов. Усики 12-члениковые. Клипеус выпуклый, слегка окаймленный. Медианный оцеллий у рабочих присутствует, латеральных оцеллиев нет. Грудь округлая. Пронотум несколько плоский сверху, но без следов выделенных краев. Пронотальные шипы очень длинные и массивные, направлены наружу и немного назад, чёрные по всей длине; не параллельные, дивергируют от основания. Мезонотальные шипы менее пирамидальные, чем у Polyrhachis bihamata, поднимаются вверх и загнуты назад, параллельны, если смотреть сверху. Метанотальная борозда присутствует. Проподеум с двумя смежными гребнями между базальной поверхностью и наклонением. Базальная поверхность примерно в два раза длиннее, чем уклон. Лицевая сторона проподеума плавная и слегка окаймлена по бокам. Мезонотальные шипы только в дистальной половине чёрные. Петиоль столбчатый, с двумя длинными крючковидными шипами, широко расходящимися от основания, причем левый крючок немного длиннее правого. Ширина головы рабочих (HW) 2,32—2,68 мм, длина головы (HL) 2,67—2,97 мм, длина скапуса усика (SL) 3,43—3,93 мм. Соотношение длины скапуса усиков к ширине головы (индекс скапуса, SI=SL/HW × 100) — 139—150. Соотношение ширины и длины головы (CI) у рабочих — 86—93. Ширина петиоля (PTW) — 1,4—1,7 мм, длина средней голени (MTL) — 4,74—5,44 мм. Ширина головы маток (HW) 2,42—2,92 мм, длина головы (HL) 2,82—3,22 мм, длина скапуса усика (SL) 3,78—4,23 мм. Соотношение длины скапуса усиков маток к ширине головы (индекс скапуса, SI=SL/HW × 100) — 150—156. Соотношение ширины и длины головы (CI) у маток — 86—87. Тело покрыто обильными золотистыми полуотстоящими волосками. Стебелёк между грудкой и брюшком состоит из одного членика петиолюса, жало отсутствует. Таксон относится к номинативному подроду Polyrhachis и группе видов Polyrhachis bihamata species group. Вид был впервые описан в 1887 году итальянским мирмекологом Карлом Эмери по типовому материалу из Сингапура.